# 日本出版集團
日本出版集團，是指在日本出版界佔一席之地的企業集團，目前皆為家族經營。

## 一橋集團
小學館與從其分支出去的集英社、白泉社成立出版集團，以核心所在地「一橋」，稱作「一橋集團」；由相賀家主導經營。
- 株式会社小学館
- 株式会社集英社
- 株式会社白泉社
- 株式会社祥傳社

## 音羽集團
講談社為核心的出版集團，以其所在地「音羽」稱作「音羽集團」；由野間家主導經營。
- 株式会社講談社
- King Records株式会社
- 株式会社光文社
- 株式会社日刊現代
- 株式会社星海社

## 角川集團
在日本眾家出版集團中，是少數曾成立上市公司；但現時回歸角川家主導經營。

## 新潮社
以新潮社為核心的出版集團；由佐藤家主導經營。
- 株式会社新潮社
- 株式会社Coamix
- 株式会社大泉書店
- 株式会社PICO HOUSE